# Megaselia ashmolei
Megaselia ashmolei är en tvåvingeart som beskrevs av Ronald Henry Lambert Disney 1990. Megaselia ashmolei ingår i släktet Megaselia och familjen puckelflugor. Inga underarter finns listade i Catalogue of Life.